# Чивитела (Рим)
Чивитела је насеље у Италији у округу Рим, региону Лацио.
Према процени из 2011. у насељу је живело 69 становника. Насеље се налази на надморској висини од 688 м.